# Astragalus gillettii
Astragalus gillettii es una especie de planta del género Astragalus, de la familia de las leguminosas, orden Fabales.

## Distribución
Astragalus gillettii se distribuye por Irak.

## Taxonomía
Fue descrita científicamente por C. C. Townsend. Fue publicada en Kew Bull. 25: 468 (1971).